# Nikitin Dheer
Nikitin Dheer (Bombay, 17 maart 1980) is een Indiaas acteur die voornamelijk in Hindi en Telugu films speelt. Hij staat bekend om de negatieve rollen in films en televisieseries. Hij is de zoon van acteur Pankaj Dheer.

## Filmografie

### Films
| Jaar | Film                   | Rol                      | Taal    |
| ---- | ---------------------- | ------------------------ | ------- |
| 2008 | Jodhaa-Akbar           | Sharifuddin Hussain      | Hindi   |
| 2008 | Mission Istaanbul      | Al Gazni                 | Hindi   |
| 2011 | Ready                  | Aryan Chaudhary          | Hindi   |
| 2012 | Dabangg 2              | Chunni                   | Hindi   |
| 2013 | Chennai Express        | Tangaballi               | Hindi   |
| 2015 | Kanche                 | Kolonel Eeshwar Prasad   | Telugu  |
| 2016 | Housefull 3            | Rohan Patel              | Hindi   |
| 2016 | Freaky Ali             | Sohail Khan/ Danger Bhai | Hindi   |
| 2017 | Goutham Nanda          | Gowda                    | Telugu  |
| 2017 | Mister                 | Rahul Wadayar            | Telugu  |
| 2018 | Paak                   | Waqaar                   | Hindi   |
| 2021 | Shershaah              | Ajay Singh Jasrotia      | Hindi   |
| 2021 | Sooryavanshi           | Mukhtar Ansari           | Hindi   |
| 2021 | Antim: The Final Truth | Daya                     | Hindi   |
| 2022 | Khiladi                | Bala Singham             | Telugu  |
| 2022 | Cirkus                 | vader van Joy            | Hindi   |
| 2024 | Martin                 | Mushtaq                  | Kannada |
| 2025 | Housefull 5            | Sameer                   | Hindi   |

### Televisie en Webseries
| Jaar      | Programma                            | Rol                     | Opmerking              |
| --------- | ------------------------------------ | ----------------------- | ---------------------- |
| 2011      | Dwarkadheesh – Bhagwaan Shree Krishn | Koning Kalyavan         | gastoptreden           |
| 2014      | Fear Factor: Khatron Ke Khiladi 5    | zichzelf                | deelnemer (2de plaats) |
| 2016–2017 | Naagarjuna – Ek Yoddha               | Astika                  |                        |
| 2017–2018 | Ishqbaaaz                            | Dr. Veer Pratap Chauhan |                        |
| 2019      | Naagin 3                             | Huqum                   |                        |
| 2020-2022 | Raktanchal                           | Waseem Khan             | MX Player webserie     |
| 2024      | Shrimad Ramayan                      | Ravana                  |                        |
| 2024      | Indian Police Force                  | Rana Virk               | Prime Video serie      |